# Horváth Imre (politikus, 1901–1958)
Horváth Imre (Budapest, 1901. november 19. – Budapest, 1958. február 2.) kommunista politikus, a Hegedüs-kormány majd az első Kádár-kormány külügyminisztere.

## Életrajza
Horváth Mihály és Troszler Anna gyermekeként született munkáscsaládban. Műszerinas szakmát tanult egy telefongyárban. 1916-ban a telefongyári inassztrájk egyik fő szervezője lett. 1918-ban alapító tagja volt a Kommunisták Magyarországi Pártjának. 1919-ben részt vett a Magyarországi Tanácsköztársaság létrehozásában, a Vörös Hadseregben politikai tisztként tevékenykedett és a politikai rendőrségen is szolgált Korvin Ottó mellett. A proletárdiktatúra bukása után internálták, majd kiszabadulása után, 1920-ban, segédkezett az illegális KMP újraszervezésében, amiért 1921 tavaszán a hatóságok elfogták, és tíz év fegyházra ítélték. 
Mivel 1922-ben szabadult egy Szovjetunióval kötött fogolycsere keretében, Moszkvába emigrált. 1926-ban a Marx–Engels Intézet könyvtárosa lett, majd 1932-ben, a műszaki egyetem hallgatójaként gépészmérnöki oklevelet szerzett. A kommunista párt utasítására 1933-ban Magyarországra jött, hogy segítse az illegalitásba vonult kommunista pártot. 1934 novemberében újra letartóztatták. A szegedi Csillag börtönben raboskodott Magyarország német megszállásáig, majd a németek a dachaui koncentrációs táborba deportálták.
1945-ben  hazatért. 1946-tól Moszkvában, 1948-tól Berlinben volt magyar nagykövet. 1949-től 1951-ig az USA-ban teljesített külügyi szolgálatot. 1951–ben újra nagykövet lett, 1953-ig Londonban, utána 1956-ig Prágában. 
1956. július 30-tól haláláig a Magyar Népköztársaság külügyminisztereként dolgozott, leszámítva az 1956-os forradalom november 3-tól november 12-ig tartó időszakát. Horváth volt a vezetője 1957-ben a második magyar ENSZ-delegációnak, itt Kós-Konduktorov Péter helyét vette át. 1956. július 21-től tagja volt a Magyar Dolgozók Pártja Központi Vezetőségének, 1956. novembertől haláláig pedig az MSZMP Központi Bizottságának.

## Díjai, elismerései
- Magyar Szabadság Érdemrend ezüst fokozata (1947)
- Magyar Népköztársasági Érdemrend III. fokozata (1950)
- Szocialista Munkáért Érdemérem (1954)
- Munkás–Paraszt Hatalomért Emlékérem (posztumusz, 1958)[4]